# Суперплут
«Суперплут» (фр. Le Grand escogriffe) — кинокомедия французского режиссёра Клода Пиното, вышедшая в 1976 году. Экранизация романа Ренни Айрта (Rennie Airth) «Snatch!» (буквальный перевод — «похищение людей»).

## Сюжет
Главный герой фильма, артист и любитель авантюр Эмиль (Ив Монтан) решает проучить одного не слишком честного банкира. Он разрабатывает хитроумный план похищения его сына, которого подменяет взятым на время из детского приюта ребёнком. Осуществить этот план Эмилю помогают два актёра, изображающие перед банкиром молодую пару.
Каково же удивление главного героя, когда расчётливый банкир отказывается платить выкуп, оставив себе другого ребёнка…
Эмилю приходится пустить в ход всю свою изобретательность и весь актёрский талант, чтобы выйти из этого положения.

## В ролях
- Ив Монтан — Эмиль
- Клод Брассёр — Ари
- Ги Маршан — Марсель

## Награды и номинации
- 1977 — премия «Сезар» в категории «лучший актёр второго плана» (Клод Брассёр).
- 1977 — номинация на премию «Сезар» в категории «лучшая музыка» (Жорж Делерю).